# Stéphanie Frappart
Stéphanie Frappart (phát âm tiếng Pháp: [stefani fʁapaʁ]; sinh ngày 14 tháng 12 năm 1983 tại Le Plessis-Bouchard, Pháp) là một nữ trọng tài bóng đá người Pháp. Bà trở thành trọng tài cấp FIFA kể từ năm 2009 và đã từng điều hành một số trận đấu đỉnh cao. Bà cũng trở thành trọng tài nữ đầu tiên điều khiển các trận đấu của các câu lạc bộ nam hàng đầu châu Âu và các trận đấu tại Ligue 1, và cũng trở thành trọng tài nữ đầu tiên điều hành các trận đấu tại UEFA Champions League kể từ năm 2020. Vào năm 2021, bà trở thành trọng tài nữ đầu tiên điều hành các trận đấu tại vòng loại của một giải vô địch bóng đá thế giới dành cho nam. Năm 2022, bà cùng với Yamashita Yoshimi của Nhật Bản và Salima Mugansanka của Rwanda trở thành một trong ba trọng tài nữ đầu tiên trong lịch sử làm nhiệm vụ tại một giải vô địch bóng đá thế giới dành cho nam, đồng thời cũng trở thành trọng tài nữ đầu tiên làm trọng tài chính điều hành một trận đấu tại World Cup dành cho nam.

## Tiểu sử và sự nghiệp
Stéphanie Frappart sinh ngày 14 tháng 12 năm 1983 tại Le Plessis-Bouchard, Pháp. Bà lớn lên ở Herblay và bắt đầu sự nghiệp cầm còi từ năm 13 tuổi. Năm 18 tuổi, bà trở thành trọng tài và điều hành các trận đấu ở cấp độ U-19 của Pháp. Năm 2011, bà bắt đầu sự nghiệp cầm còi của mình tại Championnat National, giải đấu hạng ba của Pháp. Năm 2014, bà trở thành trọng tài nữ đầu tiên điều hành các trận đấu tại Ligue 2, giải đấu hạng hai của bóng đá chuyên nghiệp Pháp. Bà cũng được lựa chọn để làm nhiệm vụ tại Giải vô địch bóng đá nữ thế giới 2015 được tổ chức tại Canada.
Vào ngày 3 tháng 8 năm 2018, bà tiếp tục được lựa chọn để làm nhiệm vụ tại Giải vô địch bóng đá nữ thế giới 2019 được tổ chức ngay tại quê nhà. Bà cũng được lựa chọn để trở thành trọng tài chính điều hành trận chung kết của giải đấu giữa Hoa Kỳ và Hà Lan.
Năm 2019, bà trở thành trọng tài nữ đầu tiên điều hành các trận đấu tại Ligue 1, với trận đấu đầu tiên bà cầm còi vào ngày 29 tháng 4 năm 2019, giữa Amiens và Strasbourg. Vào ngày 2 tháng 8 năm 2019, bà được lựa chọn để điều hành trận Siêu cúp châu Âu 2019 giữa Liverpool và Chelsea, đồng thời cũng đánh dấu lần đầu tiên trong lịch sử một nữ trọng tài cầm còi trong một chung kết của một giải đấu dành cho nam do UEFA tổ chức. Vào ngày 11 tháng 11 năm 2019, bà được chọn làm trọng tài chính điều khiển trận chung kết lượt về tại giải Champions Cup, giữa nhà vô địch của Giải bóng đá Ngoại hạng Cộng hòa Ireland và NIFL Premiership. Bà trở thành trọng tài chính điều khiển trận đấu mà nhà vô địch Cộng hòa Ireland Dundalk hủy diệt nhà vô địch Bắc Ireland Linfield với tỷ số 6–0, trong trận đấu mà bà đã rút ra 2 thẻ vàng.
Vào ngày 2 tháng 12 năm 2020, bà trở thành trọng tài nữ đầu tiên điều hành một trận đấu tại UEFA Champions League, đó là trận đấu Juventus (Ý) và Dynamo Kyiv (Ukraina). Tháng 3 năm 2021, bà điều khiển trận lượt về thuộc vòng 16 đội tại UEFA Women's Champions League giữa nữ Atlético Madrid và nữ Chelsea. Vài tháng sau, bà trở thành trọng tài nữ đầu tiên điều hành các trận đấu tại vòng loại của một giải vô địch bóng đá thế giới dành cho nam, giữa Hà Lan và Latvia.
Vào ngày 7 tháng 5 năm 2022, bà điều hành trận chung kết Cúp quốc gia Pháp 2022 giữa Nice và Nantes.
Vào ngày 19 tháng 5 năm 2022, bà được FIFA lựa chọn là một trong 36 trọng tài làm nhiệm vụ tại Giải vô địch bóng đá thế giới 2022 được tổ chức tại Qatar, và cũng trở thành một trong ba trọng tài nữ đầu tiên trong lịch sử làm nhiệm vụ tại giải vô địch bóng đá thế giới dành cho nam cùng với Yoshimi Yamashita của Nhật Bản và Salima Mukansanga của Rwanda. Vào ngày 1 tháng 12 năm 2022, bà trở thành trọng tài nữ đầu tiên trong lịch sử khi điều hành một trận đấu thuộc một giải vô địch bóng đá thế giới dành cho nam, khi bà trở thành trọng tài chính điều hành trận đấu giữa Costa Rica và Đức thuộc lượt trận cuối bảng E của giải đấu.
Vào ngày 9 tháng 1 năm 2023, bà tiếp tục được FIFA lựa chọn để làm nhiệm vụ tại Giải vô địch bóng đá nữ thế giới 2023 được tổ chức tại Úc và New Zealand.

## Giải thưởng
- Giải thưởng Trọng tài nữ xuất sắc nhất thế giới của Liên đoàn Lịch sử và Thống kê Bóng đá quốc tế: 2019,[29] 2020,[30] 2021[31]